# پاولیکنی
پاولیکنی شهری در استان ولیکو ترنوو کشور بلغارستان است که جمعیت آن در سال ۲۰۰۱ میلادی ۱۲٬۸۷۹ نفر بوده‌است.